# Ухра

Бассейн Рыбинского водохранилища и Белого озера

У́хра — река в Ярославской области Российской Федерации, впадает в Рыбинское водохранилище на Волге. До создания Рыбинского водохранилища была притоком Шексны. Протекает по территории Тутаевского, Даниловского, Рыбинского и Пошехонского районов.
Длина — 135 км, площадь бассейна — 1590 км².
Ухра берёт начало из болот западнее деревни Стояново Тутаевского района Ярославской области. Примерно в двух километрах северо-восточнее дер. Стояново теряется в болотистой местности и вытекает вновь из болот примерно в двух км юго-западнее дер. Зиновское.
В верхнем течении Ухра петляет в лесистой местности. Принимая большое число мелких притоков, она быстро увеличивает ширину до 20-30 метров. Течение быстрое, небольшие перекаты чередуются с плёсами. Глубина реки 0,2 — 0,5 метра на перекатах и 3 — 4 метра на плёсах.
В нижнем течении за Арефино начинает сказываться подпор Рыбинского водохранилища, течение исчезает, ширина увеличивается до 200 метров. На последних 15 км Ухра судоходна.
Низовья реки — популярный район любительской рыбной ловли.

## Этимология
Согласно мнению советского и российского лингвиста и филолога В. Н. Топорова гидроним имеет балтское происхождение и связан с понятием angur «угорь» — река, богатая угрями.

## Список рек бассейна Ухры
Систематический перечень рек бассейна. Формирование перечня проходило по принципу: река — приток реки — приток притока и так далее. Порядок притоков отсчитывается от истока к устью.
← Левый приток
→ Правый приток
- → Кирехоть[5]
- → Чёрная[5]
- → Вожа[5]
  - → Малая Вожа[6][5]
    - → Большая Вожа[6][5]
- → Киргадка[6][5]
- ← Сивка[5]
- → Костромка[5]
- ← Вожерка[5]
- → Ушлонка[7][5]
  - → Патра (с Чернухой образует Ушлонку)[7]
  - ← Чернуха (с Патрой образует Ушлонку)[5][7],
  - → Чёрная Ушлонка[7][5]
  - ← Томанка[5]
- → Конглас[7][5]
  - → Ожерка[8][5]
- ← Рекша-Шаготька[5]
- → Тесна[8][5]
- → Морма[8][5]
- → Лапка[8]
- ← Саха[8]
  - → Талица[8]
  - → Крокша[8]
- → Вогуй[8]
- ← Павловка (Саха)[8]
  - ← Ратикова[8]
  - ← Пелевин[8]
    - ← Кисимов[8]
- ← Дектярка[8]
- ← Кошка[8]
- → Восломка[8]
- ← Тоица (Талица)[8]
- ← Морма[8]
  - ← Золотуха[8]

Реки, впадающие в Ухринский залив Рыбинского водохранилища
- → Ега[8][9]
- → Коржа[9]
- ← Грабежовка[8][9]
  - ← Хмелёвка[10][8]
- → Кузняча[9]
- → Гремячка[9]
- ← Городишко[10][11]